# Macalla admotalis
Macalla admotalis är en fjärilsart som beskrevs av Paul Dognin 1904. Macalla admotalis ingår i släktet Macalla och familjen mott. Inga underarter finns listade i Catalogue of Life.